# Свратка (река)
Свратка (чеш. Svratka) је река у Моравској, у Чешкој Републици.
Река тече кроз округ Ждјар на Сазави у крају Височина и Брно и Брецлав у Јужноморавском крају. Дужина Свратке је 173,9 km, а слив реке мери 7118,7km².
У свом почетном делу, Свратка чини историјску границу између Бохемије и Моравске. Назив Свратке вероватно је настао на основу старе чешке речи која значи увијати се (чеш. sworti). У недавној прошлости река се називала и Шварцава (чеш. Švarcava). На 56. километру њеног тока налази се вештачко језеро Brněnská přehrada.